# Casa Soler i Palet
La Casa Soler i Palet, antiga Biblioteca Soler i Palet, és un edifici de carrer de la Font Vella, al centre de Terrassa, inclòs en l'Inventari del Patrimoni Arquitectònic de Catalunya. Des de l'any 2000 acull els Serveis de Cultura i Esports de l'Ajuntament de Terrassa.

## Descripció
És un edifici de murs de pedra i planta rectangular, constituït per baixos i pis, amb golfes a la part anterior i pati posterior com a prolongació de la planta. Inicialment fou destinat a habitatge familiar i constituïa una casa pairal de notables dimensions, encara que d'estructura senzilla i decoració austera.
La casa fou adaptada per a biblioteca i museu, inaugurada el 1928 amb aquestes funcions. En aquella ocasió s'adaptà el pis, deixant els baixos per a ús de la vídua de Soler i Palet.
Pel 1949 s'aprovà un projecte d'ampliació de les sales de lectura, inaugurades el 30 de juny de 1951. Els baixos de l'edifici s'adaptaren a dipòsits de llibres, arxiu històric, sala d'exposicions i secció local (1959). S'hi instal·là la calefacció central. Pel 1976 es tornà a reformar, amb instal·lació de compactes, nova calefacció i il·luminació nova i suficient. Un cop traspassades les seves funcions a la Biblioteca Central de Terrassa, l'edifici es va adaptar com a seu de l'IMCET, incloent una sala d'exposicions i un centre d'informació cultural. Actualment acull els Serveis de Cultura i Esports de l'Ajuntament de Terrassa.

## Història
La casa fou donada pel seu propietari, el notari i estudiós Josep Soler i Palet, per ser destinada a biblioteca pública, tal com figura en el seu testament en poder de Josep Fontanals i Arater, notari de Barcelona (7 abril del 1919). El donador morí l'any 1921; l'any següent la vídua, Elisea Casanovas, va fer donació del llegat a l'Ajuntament de Terrassa. La biblioteca i museu Soler i Palet s'inaugurà el 8 de juliol de 1928. El 1933 s'hi inaugurà una biblioteca tecnicotèxtil. Durant la revolució, part dels fons integren la Biblioteca Popular (instal·lada a la Masia Freixa) i la Soler i Palet es vol dedicar a biblioteca infantil (van passar de la Soler i Palet a la Biblioteca Popular només els fons bibliogràfics municipals). Pel 1939, la Biblioteca Tecnicotèxtil passà a l'Institut Industrial i la sala que ocupava es dedicà a un ingrés importantíssim, l'Arxiu Històric de Terrassa, amb els fons recollits al Museu Comarcal de les esglésies de Sant Pere.

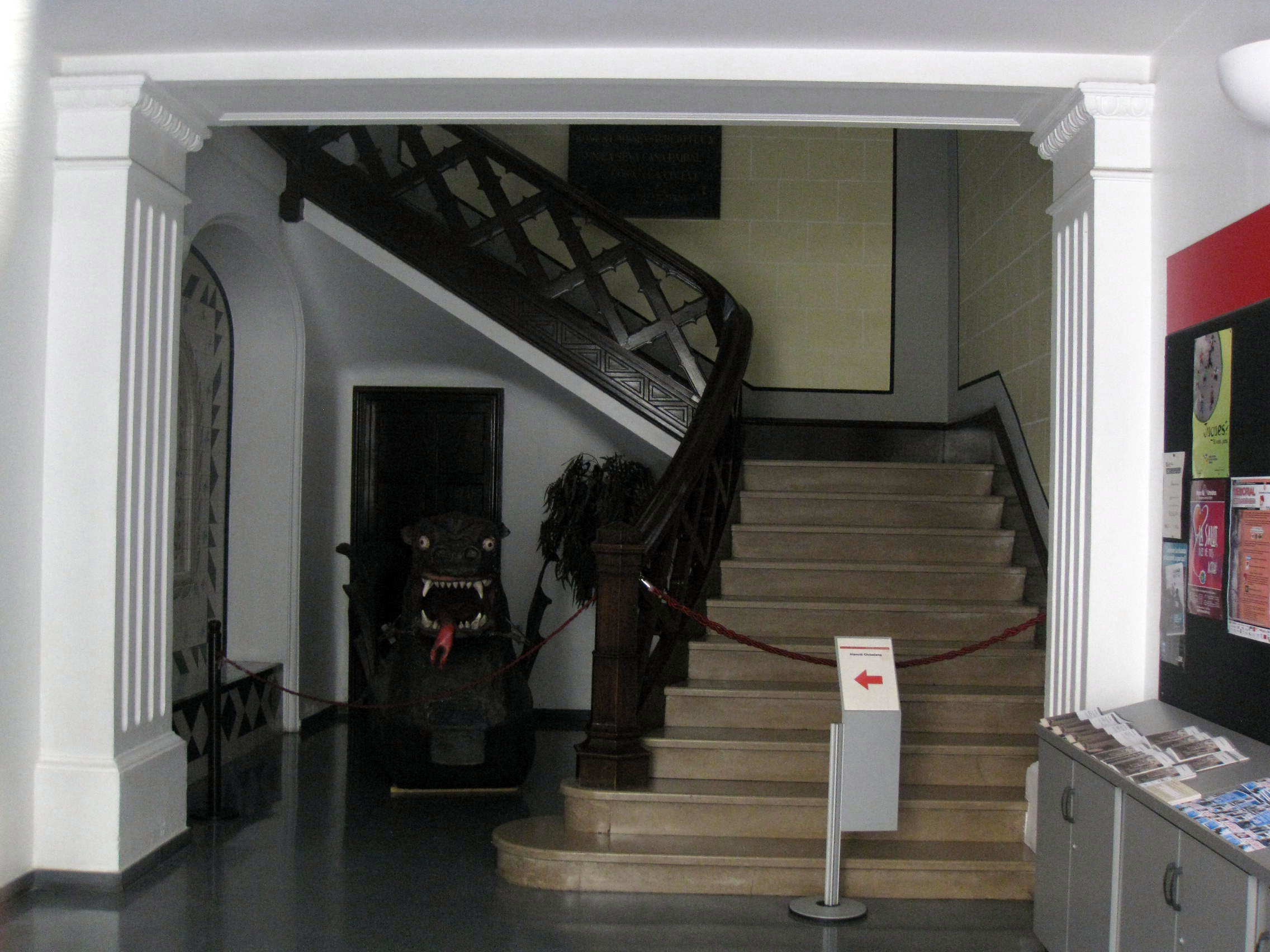
Vestíbul de l'edifici, on es pot apreciar, a mà esquerra, el Drac de Terrassa

Dissolta la Biblioteca Popular, la Soler i Palet és reinaugurada pel 1940. L'expansió posterior és progressiva en cada secció del centre: sala infantil, secció local, arxiu històric, hemeroteca i secció pedagògica. També s'organitzaren anualment actes com exposicions, concursos escolars, Festa de la Poesia, etc. El centre comptava amb una bona col·lecció de publicacions, en dues seccions, Divulgació i Investigació. La part de museu fou incorporada al Museu d'Art, inaugurat el 1959 al castell cartoixa de Vallparadís, en qualitat de dipòsit.
L'any 1998, els fons de la biblioteca, la més important de la ciutat, van integrar-se dins la nova Biblioteca Central de Terrassa i l'edifici va passar a ocupar la seu de l'institut municipal de cultura (IMCET). Actualment acull els Serveis de Cultura i Esports de l'Ajuntament de Terrassa.